# Cneu Quíncio Capitolino
Cneu Quíncio Capitolino (em latim: Gnaeus Quinctius Capitolinus) foi um político da gente Quíncia da República Romana nomeado ditador "clavi figendi causa" em 331 a.C.. Seu mestre da cavalaria foi Lúcio Valério Potito. Era provavelmente filho de Tito Quíncio Peno Capitolino Crispino, cônsul em 354 e 351 a.C..

## Ditadura (331 a.C.)
Em 331 a.C., muitos dos cidadãos mais influentes da cidade morreram em uma doença que apresentava sempre os mesmos sintomas. As mortes foram atribuídas a uma conspiração de mulheres: cento e setenta matronas foram condenadas por envenenamento depois que muitas delas se suicidaram. Todas foram condenadas por causa do testemunho de uma escrava. O evento foi considerado o resultado de mentes enlouquecidas e, segundo Lívio:
| “ | E assim, como os anais haviam reportado no passado, por ocasião secessão da plebe, o ditador havia pregado um prego e as mentes dos homens insanos pela discórdia se tornaram sãos graças ao ritual de expiação, decidiu-se nomear um ditador para pregar o prego. A escolha recaiu sobre Cneu Quíncio, que nomeou Lúcio Valério como seu mestre da cavalaria. Depois de haver pregado o prego, os dois magistrados renunciaram ao cargo. | ” |
|   | — Lívio, Ab Urbe condita VIII, 18. |   |

Este prego é conhecido como clavus annalis e era pregado nas calendas do Templo de Júpiter Capitolino. Esta forma de ditadura, com poderes extremamente limitados, era chamada de "clavi figendi causa" ("para pregar o prego").